# 鐵血兵團：逆襲
《鐵血兵團：逆襲》是科樂美在Xbox Live Arcade和PlayStation Network平台上於2011年推出的《魂斗羅》系列第九作。遊戲劇情設定為《魂斗羅 鐵血兵團》的前傳亦同時是魂斗羅的前傳。